# Torny
Torny – gmina (fr. commune; niem. Gemeinde) w Szwajcarii, w kantonie Fryburg, w okręgu Glâne. Powstała 1 stycznia 2004 z połączenia gmin Middes i Torny-le-Grand.

## Demografia
W Torny mieszka 1058 osób. W 2020 roku 12,8% populacji gminy stanowiły osoby urodzone poza Szwajcarią.

## Transport
Przez teren gminy przebiega droga główna nr 181.